# Joaquin Mazdak Luttinger

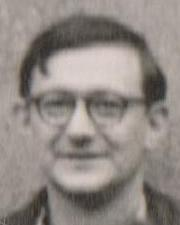
Luttinger, 1963 in Kopenhagen

Joaquin Mazdak Luttinger, genannt Quin, (* 2. Dezember 1923 in New York City; † 6. April 1997 ebenda) war ein US-amerikanischer theoretischer Physiker, der sich mit Vielteilchenproblemen in der Festkörperphysik beschäftigte.
Luttinger studierte am Massachusetts Institute of Technology, wo er 1942 seinen Bachelorabschluss machte und 1947 promovierte (über Antiferromagnetismus). Als Post-Doc ging er als Fellow des National Research Council zu Wolfgang Pauli nach Zürich, wo er sich mit, teilweise in Zusammenarbeit mit Res Jost, mit Quantenelektrodynamik beschäftigte und 1948 (unabhängig und gleichzeitig mit Julian Schwinger) das anomale magnetische Moment des Elektrons berechnete. 1949/50 war er als Jewell Fellow am Institute for Advanced Study. Er war 1950 bis 1953 Professor an der University of Wisconsin und nach Zwischenstationen ab 1953 an der University of Michigan und ab 1958 an der University of Pennsylvania ab 1960 Professor an der Columbia University, wo er 1977 bis 1980 Vorsitzender der physikalischen Fakultät war und 1993 emeritierte. Er war 1957/58 Gastprofessor an der École normale supérieure und 1967/68 und 1975/76 an der Rockefeller University und 1953 bis in die 1970er häufig Gastwissenschaftler an den Bell Laboratories. Er starb an Komplikationen seiner Knochenmark-Krebserkrankung.
Bekannt ist er für die Einführung der Luttingerflüssigkeiten (eindimensionale wechselwirkende Fermiflüssigkeiten, die sich aber anders als landausche Fermiflüssigkeiten in drei Dimensionen verhalten) und seine Beiträge zur Theorie der Fermiflüssigkeiten, insbesondere der Begründung der Landautheorie der Fermiflüssigkeiten. Außerdem behandelte er den De-Haas-van-Alphen-Effekt für wechselwirkende Elektronen. Das Luttingertheorem besagt, dass das von der Fermifläche umschlossene Volumen bei wechselwirkenden Elektronen in einem äußeren Potential nur von der Zahl der Elektronen abhängt, unabhängig von der Wechselwirkung. Mit Kohn wies er Supraleitung für Fermionen-Systeme in drei Dimensionen bei abstoßender Wechselwirkung nach, womit sie demonstrierten, das Supraleitung auch ohne Phonon-Wechselwirkung möglich war.
Er arbeitete unter anderem mit Walter Kohn (schon in den 1950ern an den Bell Labs, wobei ihre einflussreichen Arbeiten über die Theorie der effektiven Masse von Elektronen in Halbleitern dazu beitrugen, das Bell Labs eine ständige Theorieabteilung einrichtete), Philippe Nozières, Philip Warren Anderson, John Clive Ward und Conyers Herring zusammen.
1953 wurde er Fellow der American Physical Society. 1976 wurde er zum Mitglied der National Academy of Sciences und 1980 der American Academy of Arts and Sciences gewählt.